# Hans Bessell
Hans Bessell (* 19. Dezember 1878 in Dresden als Karl Johann Theodor Beßell (Bessell); † 16. Februar 1967 in Altenburg) war ein deutscher Jurist.

## Leben und Wirken
Er war der Sohn des Dresdner Kaufmanns und späteren Fabrikbesitzers August Eduard Ludwig Beßell (Bessell) und dessen Ehefrau Elisabeth Marie Claudia Beßell (Bessell) geborene Köppe. Nach dem Schulbesuch des Königlichen Gymnasiums zu Dresden-Neustadt studierte er Rechtswissenschaft und promovierte zum Dr. jur. Danach war er Gerichtsassessor u. a. in Leipzig tätig. Er stieg bis zum Amtsgerichtsdirektor in Leipzig auf und wurde Leiter der Justizpressestelle in der Messestadt. Seine „Rechtskunde für den Alltag“ erschien in zehn verbesserten und vermehrten Auflagen und zuletzt unter dem Titel „Kleiner Rechtsspiegel - Rechtskunde für den Alltag“. Dabei hatte ihn anfangs Elise Sander und später der promovierte Jurist Alexander Gündel unterstützt. Die elfte Auflage erschien 1955 in Westdeutschland.
1946 wurde die Mehrzahl seiner Publikationen in der Sowjetischen Besatzungszone auf die Liste auszusondernder Literatur gesetzt.

## Schriften (Auswahl)
- Rechtskunde für den Alltag. Julius Klinkhardt, Leipzig 1926; 8., verbesserte Auflage, Julius Klinkhardt, Leipzig 1939.
- Merkblatt für Protokollanten in Strafsachen. Carl Heymann, Berlin 1930.
- (mit Alexander Gündel): Recht und Gesetz. Julius Klinkhardt, Leipzig 1940.
- (mit Alexander Gündel): Rechtskunde für den Alltag. 9., verbesserte und vermehrte Auflage, Julius Klinkhardt, Leipzig 1941.
- (mit Alexander Gündel): Rechtskunde für den Alltag. Mit einem Überblick über das Recht der Wehrmachtsangehörigen. 10., verbesserte und vermehrte Auflage, Julius Klinkhardt, Leipzig 1943.
- (mit Alexander Gündel): Kleiner Rechtsspiegel. 11. Auflage, Verlag Julius Klinkhardt, Bad Heilbrunn 1955.